# Kreisgericht Wittenberg (Preußen)
Das Kreisgericht Wittenberg war von 1849 bis 1879 ein preußisches Kreisgericht mit Sitz in Wittenberg.

## Geschichte
In Wittenberg bestand seit 1827 das Stadt- und Landgericht Wittenberg, welches dem Oberlandesgericht Naumburg nachgeordnet war. Daneben bestanden andere Gerichte.
Die „Verordnung über die Aufhebung der Privatgerichtsbarkeit und des eximierten Gerichtsstandes sowie über die anderweitige Organisation der Gerichte“ vom 2. Januar 1849 hob dann auch die Patrimonialgerichtsbarkeit auf. Gleichzeitig wurde das Appellationsgericht Naumburg geschaffen, dem Kreisgerichte, darunter das Kreisgericht Wittenberg zugeordnet waren. Sein Sprengel umfasste:
| Sprengel | Gerichtseingesessene 1849 |
| --- | ------------------------- |
| Kreis Wittenberg | 44.845                    |
| Einen Teil des Kreises Bitterfeld: Stadt Gräfenhainichen, Gremmin, Goltewitz, Hohenlubast, Jüdenberg, Mescheide, Strohwalde, Zschiesewitz, Zschornewitz | 4.645                     |
| Einen Teil des Kreises Schweinitz: Gorsdorf, Hemsendorf, Kurzlipsdorf und die Bezirke der Einzelrichter in Jessen, Seyda und Schweinitz                 | 17.734                    |
| Summe | 67.224                    |

Gerichtskommissionen wurden in Gräfenhainichen, Jessen, Kemberg, Pretzsch, Schmiedeberg, Schweinitz, Seyda und Zahna (bis 1851) eingerichtet.
Mit den Reichsjustizgesetzen wurden die Gerichte im Deutschen Reich vereinheitlicht. Das Kreisgericht Wittenberg wurde 1879 aufgehoben. Neu eingerichtet wurde nun das Amtsgericht Wittenberg im Bezirk des Landgerichtes Halle.

## Gerichtskommission Gräfenhainichen
Die Gerichtskommission Gräfenhainichen war für die Stadt Gräfenhainichen sowie die Orte Gremmin, Goltewitz, Hohenlubast, Jüdenberg, Mescheide, Naderkau, Radis, Schleesen, Strohwalde, Uthausen, Zschiesewitz und Zschornewitz zuständig. Dieser Sprengel umfasste 1849 6.009 Gerichtseingesessene. 1879 wurde die Gerichtskommission aufgehoben und das Amtsgericht Gräfenhainichen gebildet.

## Gerichtskommission Schmiedeberg
Die Gerichtskommission Schmiedeberg war für die Stadt Schmiedeberg sowie die Orte Gommlo, Großkorgau, Großwig, Kleinkorgau, Moschwig, Ogkeln, Österitz, Patzschwig, Sackwitz (Amtsanteil und Trebitzer Anteil) und Scholis zuständig. Dieser Sprengel umfasste 1849 4.793 Gerichtseingesessene. 1879 wurde die Gerichtskommission aufgehoben und das Amtsgericht Schmiedeberg gebildet.

## Gerichtskommission Pretzsch
Die Gerichtskommission Pretzsch war für die Stadt und Domäne Schmiedeberg sowie die Orte Bleddin, Bösewig, Dahlenberg, Greudnitz, Kleinzerbst, Leipnitz, Merschwitz, Mahlitzsch, Priesitz, Proschwitz, Körbin, Sachau, Splau, Trebitz und Wörblitz zuständig. Dieser Sprengel umfasste 1849 5.596 Gerichtseingesessene. 1879 wurde die Gerichtskommission aufgehoben und das Amtsgericht Pretzsch gebildet.

## Gerichtskommission Kemberg
Die Gerichtskommission Kemberg war für die Stadt und Domäne Schmiedeberg sowie die Orte Ateritz, Bergwitz, Dorna, Gaditz, Gniest, Lubast, Merkwitz, Reuden, Rotta und Schnellin zuständig. Dieser Sprengel umfasste 1849 5.672 Gerichtseingesessene. 1879 wurde die Gerichtskommission aufgehoben und das Amtsgericht Kemberg gebildet.

## Gerichtskommission Zahna
Die Gerichtskommission Zahna war für die Stadt und Rittergut Zahna sowie die Orte Blönsdorf, Bülzig, Danna, Eckmannsdorf, Feldheim, Mark Gablenz und Gut Raßdorf, Klebitz, Kropstedt, Kurzlipsdorf, Leetza mit Ottmannsdorf, Marzahna, Mellnsdorf, Rahnsdorf, Schmögelsdorf, Schönefeld, Schwabeck, Wergzahna, Woltersdorf, Wüstemark und Zallmsdorf zuständig. Dieser Sprengel umfasste 1849 5.817 Gerichtseingesessene. 1851 wurde die Gerichtskommission aufgehoben und sein Sprengel dem engeren Bezirk des Kreisgerichtes Wittenberg zugeordnet.

## Gerichtskommission Jessen
Die Gerichtskommission Jessen war für die Stadt und Rittergut Jessen sowie die Orte Battin, Domäne Clöden mit Vorwerk Rettig und Schützberg, Ziegelei und Schäferei, Dorf Clöden, Düßnitz, Gehmen, Grabo, Gerbismühle, Kleindröben, Maucken, Rade, Schöneicho, Schützberg und Zwiesigko zuständig. Dieser Sprengel umfasste 1849 5.806 Gerichtseingesessene. 1879 wurde die Gerichtskommission aufgehoben und das Amtsgericht Jessen gebildet.

## Gerichtskommission Seyda
Die Gerichtskommission Seyda war für die Stadt Seyda sowie die Orte Arnsdorf mit Weinbergen, Elster, Gadegast, Gielsdorf, Glücksburg, Gentha, Göhlsdorf, Iserbecka, Leipa, Lüttchenseyda, Listerfehrda, Mellnitz, Meltendorf, Morxdorf, Müglen, Naundorf bei Seyda, Oehna, Pechhütte, Rehain, Ruhlsdorf, Schadewalde, Seehausen, Zellendorf und Zemnick zuständig. Dieser Sprengel umfasste 1849 5.797 Gerichtseingesessene. 1879 wurde die Gerichtskommission aufgehoben und das Amtsgericht Seyda gebildet.

## Gerichtskommission Schweinitz
Die Gerichtskommission Schweinitz war für die Städte Schweinitz und Schönewalde sowie die Orte Ahlsdorf, Brandis, Cloßa, Dixförda, Dörfchen, Großkorga, Hartmannsdorf, Hohenkuhnsdorf, Holzdorf, Horst, Kleinkorga, Linda, Lindwerder, Löben mit Mühle, Meuselko, Münchenhöfen, Neuerstadt, Puschkunsdorf, Reicho, Schmielsdorf, Steinsdorf, Stolzenhain, Domaine Schweinitz mit Vorwerk Gorrenberg und Waltersdorf zuständig. Dieser Sprengel umfasste 1849 6.457 Gerichtseingesessene. 1879 wurde die Gerichtskommission aufgehoben und das Amtsgericht Schweinitz gebildet.